# 화카아리/화이트섬
화카아리/화이트섬(Whakaari/White Island) 또는 간단히 화이트섬(White Island)은 뉴질랜드의 베이오브플렌티 지방에 있는 북섬에서 48 km 떨어진 화산섬으로, 활화산이다. 이 화산섬은 안산암 성층 화산으로, 큰 화구안에 유황호를 품고 있다. 15만년전에 화산섬이 생성되었다.
종종 분화도 하며, 중앙의 화산호는 가장 활동적인 화구이다. 분기공까지 있으며, 지금도 계속 성장하고 있다. 화산섬에서 나오는 화산 가스는 많이 분출된다.
본 섬에서 가장 가까운 도시는 파카타네, 타우랑가이다. 1769년 10월 1일 제임스 쿡이 발견 당시, 화산 가스가 계속 올라왔다. 그리고 화이트섬이 최근에 폭발해 사망/부상자가 속출하자 화이트섬 관광을 금지했다.

## 화산학

### 2019년 분화
2019년 12월 9일 UTC+13:00 오후 2시 11분, 화이트섬에서 화산이 분화하였다. 분화 당시 47명이 있었다. 생존자는 29명, 공식 사망자는 16명, 실종자는 2명으로 추산된다. 이 때문에 관광이 금지되었다.
화산 분화 형태는 수증기 분화이다.

## 역사

### 이름
1997년, 공식적으로 "화이트섬 (화카아리)"에서 "화카아리/화이트섬"으로 변경되었다.

## 접근
화이트섬은 개인 소유 섬이다. 관광 용도나 연구 용도 접근만 가능하다. 1953년부터 민간 경관보호구로 지정되었다. 관광객은 허가없이 접근이 불가능하다. 그러나 인증된 관광 업체를 통해서 쉽게 갈 수 있다.

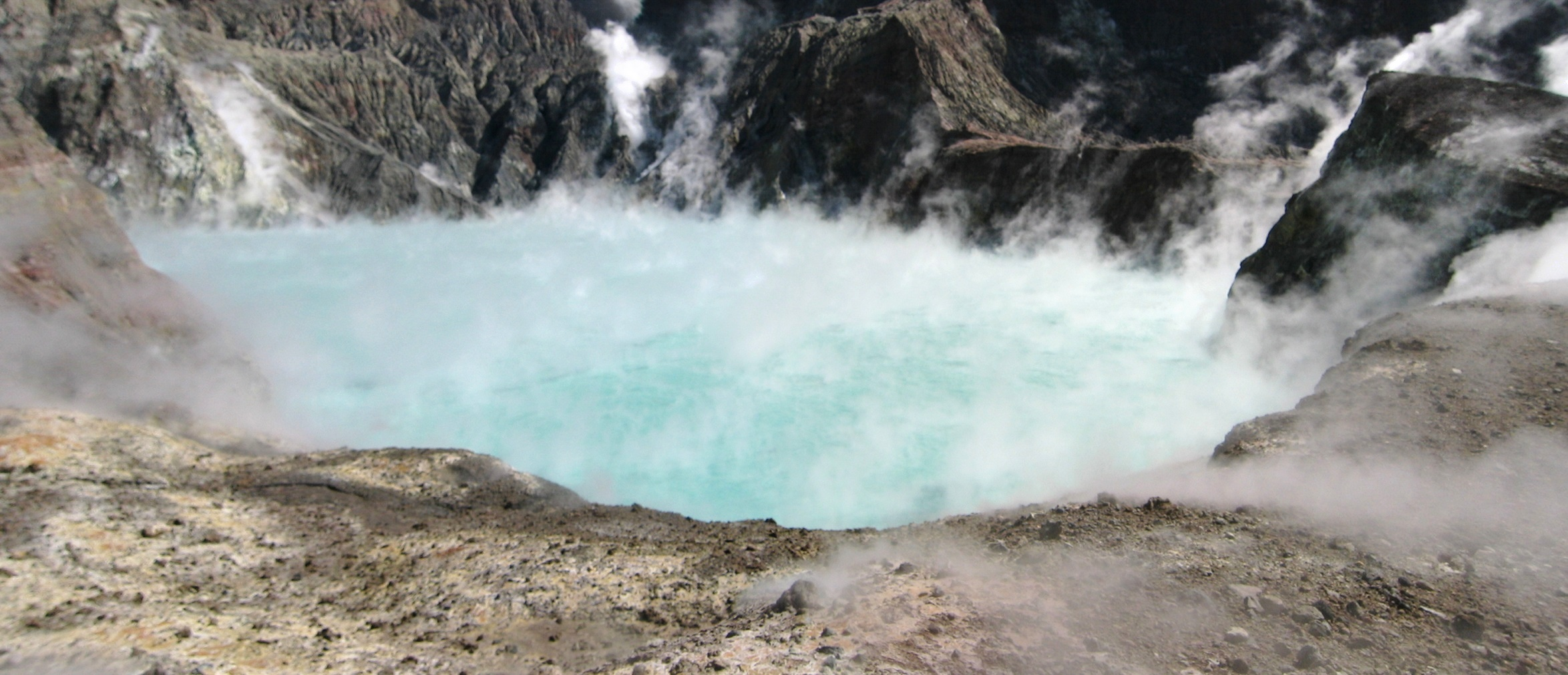
2004년 화산호
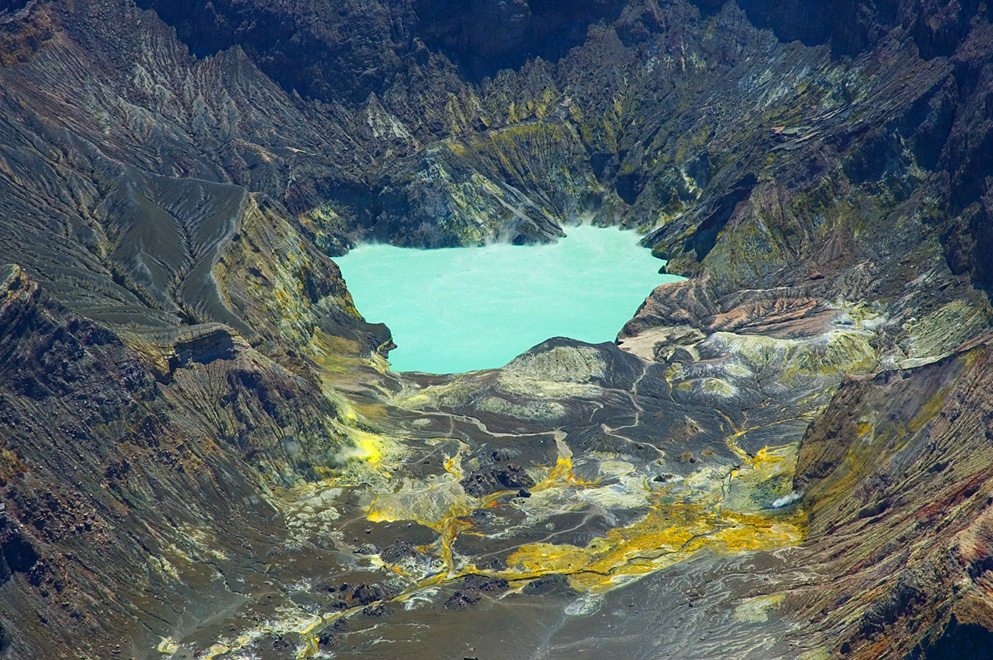
2005년 화산호 조감도
- 격렬한 분기공 짧은 동영상
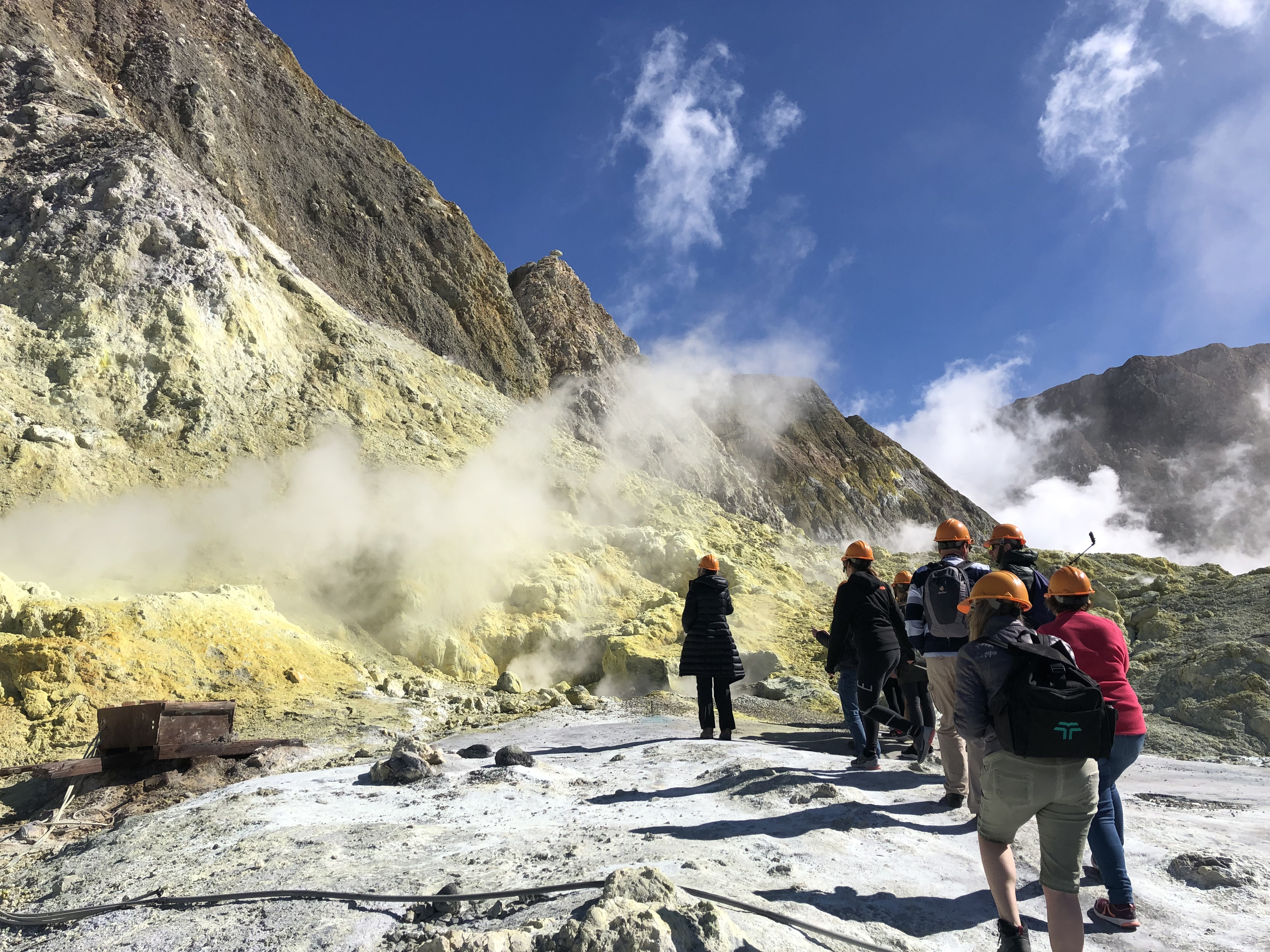
2019년 4월 관광객 사진
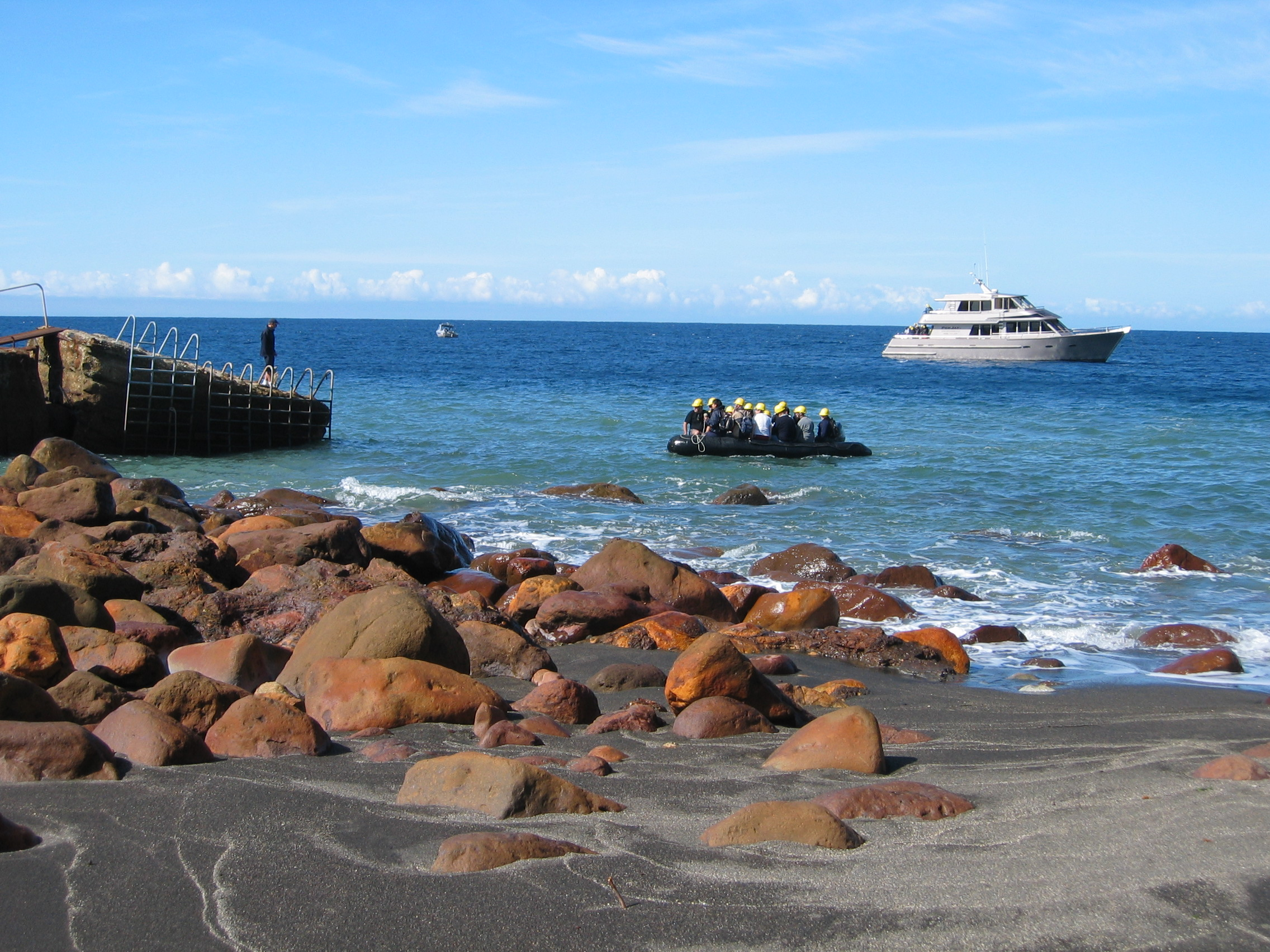
관광객이 부두에 접근 중